# Borbona
Borbona är en ort och kommun i provinsen Rieti i regionen Lazio i Italien. Kommunen hade 601 invånare (2018).